# William Watson Goodwin

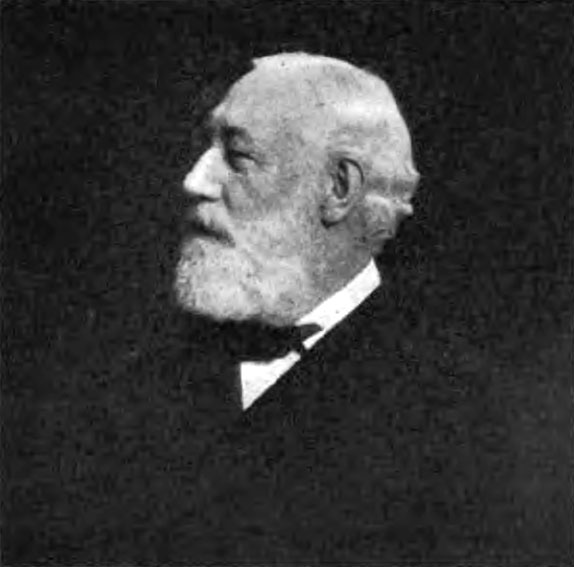
William Watson Goodwin

William Watson Goodwin (* 9. Mai 1831 in Concord, Massachusetts; † 15. Juni 1912 in Cambridge, Massachusetts) war ein US-amerikanischer Klassischer Philologe, der von 1856 bis 1901 an der Harvard University lehrte. Mit seiner akademischen Lehrtätigkeit und durch sein Standardwerk Syntax of the Moods and Tenses of the Greek Verb prägte er zwei Generationen von Harvard-Studenten. Ferner erwarb er sich große Verdienste als Wissenschaftsorganisator.

## Leben

### Kindheit, Jugend und Studium
William Watson Goodwin war das einzige Kind des unitarischen Pfarrers Hersey Bradford Goodwin (1805–1836) und seiner Frau Lucretia Ann Watson Goodwin († 11. November 1831). Nach dem frühen Tod seiner Eltern wuchs Goodwin bei seinen Großeltern mütterlicherseits in Plymouth (Massachusetts) auf und erhielt den ersten Griechischunterricht von seinem Onkel Benjamin Marston Watson. Ab 1847 studierte er an der Harvard University Klassische Philologie bei Charles Beck, Cornelius Conway Felton und Evangelinos Apostolides Sophokles und erlangte dort 1851 den Bachelorgrad (A. B.). Anschließend arbeitete er als Hauslehrer und setzte seine Studien privat fort.
Weil damals ein Graduiertenstudium der Philologie in den Vereinigten Staaten noch nicht möglich war, ging Goodwin 1853 für einige Jahre nach Deutschland und immatrikulierte sich im März 1853 an der Universität Göttingen, wo er Vorlesungen und Übungen bei Karl Friedrich Hermann und Friedrich Wilhelm Schneidewin besuchte. Im Oktober 1854 wechselte er an die Universität Bonn und später nach Berlin; an diesen Universitäten hatten wenige Jahre zuvor die amerikanischen Philologen George Martin Lane, William Dwight Whitney und Basil Lanneau Gildersleeve studiert. Am 29. Juni 1855 wurde Goodwin in Göttingen zum Dr. phil. promoviert, seine Dissertation über antike Chronologie widmete er seinem akademischen Lehrer Charles Beck.
Nach der Promotion bereiste Goodwin zusammen mit seinem Studienfreund William Francis Allen ein Jahr lang Italien und Griechenland.

### Tutor und Professor an der Harvard University
1856 kehrte Goodwin in die USA zurück und trat eine Stelle als Tutor in Greek and Latin (ab 1857 Tutor in Greek) an der Harvard University an. 1860 wurde er als Nachfolger seines akademischen Lehrers Felton zum Eliot Professor of Greek Literature ernannt und bekleidete diesen Lehrstuhl bis zu seinem Eintritt in den Ruhestand 1901. Von 1903 bis 1909 gehörte er dem Harvard Board of Overseers an.
Während seiner langen Laufbahn bildete Goodwin mehrere Generationen von Harvard-Studenten aus. Zusammen mit Basil Lanneau Gildersleeve an der Johns Hopkins University war er der erste Klassische Philologe in den USA, der sich in Europa großen wissenschaftlichen Ansehens erfreute. Insbesondere seine Monografie zur Syntax der griechischen Verben wurde weltweit anerkannt und blieb bis ins 20. Jahrhundert maßgeblich an den amerikanischen Universitäten.
Ebenso groß war Goodwins Bedeutung als Wissenschaftsorganisator. Er war ab 1859 Mitglied der American Academy of Arts and Sciences (Präsident 1903–1908) und 1869 Gründungsmitglied der American Philological Association, der er in den Jahren 1871/72 und 1884/85 als Präsident vorstand. 1879 gründete er zusammen mit seinem Kollegen Charles Eliot Norton das Archaeological Institute of America. Im Jahr 1882/83 war Goodwin der erste Präsident der American School of Classical Studies at Athens. In Anerkennung seiner Verdienste verlieh ihm der griechische König das Ritterkreuz des Erlöser-Ordens. Das Deutsche Archäologische Institut wählte ihn am 21. April 1883 zum ordentlichen Mitglied. 1895 wurde in die American Philosophical Society aufgenommen. Später war Goodwin Vizepräsident des Egypt Exploration Fund.
Für seine Verdienste verliehen zahlreiche amerikanische und britische Universitäten Goodwin die Ehrendoktorwürde: 1881 das Amherst College, 1883 die University of Cambridge, 1887 die Columbia University, 1890 die University of Edinburgh, 1890 die University of Oxford, 1891 die Harvard University, 1901 die University of Chicago und die Yale University.
Außerdem war er Ehrenmitglied der Cambridge Philological Society, der Hellenic Society of London, der Archäologischen Gesellschaft Athen und der Griechischen philologischen Gesellschaft in Konstantinopel.

## Wissenschaftliches Werk
Goodwins Forschungsschwerpunkt waren die griechische Grammatik, Philosophie, Rechts- und Verfassungsgeschichte. In der Grammatik nahm er zwischen der Schule Gottfried Hermanns und den Junggrammatikern eine vermittelnde Position ein: Während die von Kant inspirierte Grammatik Hermanns die Reduktion der sprachlichen Erscheinungen auf wenige, in allen Sprachen gültige Regeln anstrebte, betonten die Junggrammatiker die individuellen Unterschiede der Einzelsprachen. Goodwin sah jedoch von allen normativen Ansprüchen ab und beschränkte sich auf eine deskriptive Grammatik, indem er die sprachlichen Phänomene systematisch beschrieb und erklärte.
Für den akademischen Unterricht erstellte Goodwin außerdem eine griechische Elementargrammatik (1870) und verschiedene griechische Lesebücher (teilweise zusammen mit Joseph Henry Allen und John Williams White). Wissenschaftliche Abhandlungen zur griechischen Grammatik veröffentlichte Goodwin in den Harvard Studies in Classical Philology. Zu seinem 50-jährigen Jubiläum als Harvard-Absolvent (1901) wurde ihm der elfte Band dieser Reihe gewidmet.
Goodwin veröffentlichte außerdem englische Übersetzungen griechischer Schriftsteller. Er überarbeitete zunächst drei Übersetzungen seines akademischen Lehrers und Lehrstuhlvorgängers Cornelius Conway Felton: Die Aristophanes-Komödien Die Wolken (1858) und Die Vögel (1861), außerdem Isokrates’ Panegyrikos (1863). 1870 gab Goodwin eine fünfbändige Übersetzung von Plutarchs Moralia heraus, die von verschiedenen Übersetzern stammte und bis 1889 sechs Auflagen erlebte. Nach seinem Eintritt in den Ruhestand veröffentlichte Goodwin auch eigene Übersetzungen: Zuerst die Demosthenes-Rede Gegen Meidias (1901) und Demosthenes’ Kranzrede (1906), dann – anlässlich einer Aufführung an der Harvard-University – eine Übertragung der Aischylos-Tragödie Agamemnon (1906).

## Schriften (Auswahl)
- De potentiae veterum gentium maritimae epochis apud Eusebium. Göttingen 1855 (Dissertation)
- Syntax of the Moods and Tenses of the Greek Verb. Cambridge 1859. Nachdruck Boston 1860. Überarbeitete Auflage 1889
- An Elementary Greek Grammar. Boston 1870
- mit Joseph Henry Allen: Greek Reader. Boston 1871
- Selections from Xenophon and Herodotus. Boston 1877
- mit John Williams White: The First Four Books of Xenophon’s Anabasis. Boston 1877
- Demosthenes: On the Crown. Cambridge 1901
- Demosthenes: Against Midias. Cambridge 1906
- Aeschylus: Agamemnon. Cambridge 1906

Herausgeberschaft
- Aristophanes: Clouds. Edited by Cornelius Conway Felton, rev. by William Watson Goodwin. Boston 1858
- Aristophanes: Birds. Edited by Cornelius Conway Felton, rev. by William Watson Goodwin. Boston 1861
- Isocrates: Panegyricus. Edited by Cornelius Conway Felton. 3., überarbeitete Auflage von William Watson Goodwin. Boston 1863
- Plutarch’s Moralia. 5 Bände, Boston 1870